# Podalyria oleaefolia
Podalyria oleaefolia är en ärtväxtart som beskrevs av Richard Anthony Salisbury. Podalyria oleaefolia ingår i släktet Podalyria och familjen ärtväxter. Inga underarter finns listade i Catalogue of Life.